# 世界周刊
《世界周刊》是中国中央电视台新闻频道的一个周播新闻节目，由中央广播电视总台新闻中心评论部制作，定位为关注过去一星期内重大的国际事件，自2003年5月4日起逢星期日晚间时段（目前緊隨《面對面》）播出。

## 版块设置
- 《视线》
- 《人物》
- 《故事》

当发生重大国际新闻或有特殊编排时，可能不会播出上述环节，而播出专门制作的特别节目。

## 现主持和曾经主持的主持人
- 水均益
- 康辉
- 张宏民
- 罗京
- 李梓萌
- 沙晨

## 节目内容

### 2021年
| 播出日期 | 版块标题                                                           | 相关内容                                                                       |
| -------- | ------------------------------------------------------------------ | ------------------------------------------------------------------------------ |
| 1月10日  | 视线《美国新剧情》 特别报道《变种RNA》 故事《“迫降”之后》          | 2021年美国国会大厦遭冲击事件 英国变种冠状病毒 2019冠状病毒病疫情对航空业的影响 |
| 1月17日  | 视线《美国观察》 特别报道《“封”号之争》                            | 第二次特朗普弹劾案、2019冠状病毒病美国疫情 特朗普社交媒体遭冻结                |
| 1月24日  | 视线《拜登的“B”计划》 特别报道《聚焦疫苗》                         | 2021年美国总统就职典礼 2019冠状病毒病疫苗                                      |
| 1月31日  | 视线《命运与共识》 人物《“继承者”入狱》                            | 世界经济论坛“达沃斯议程”对话会 李在镕被捕                                      |
| 2月7日   | 特别报道《美国乱象》                                               | 2019冠状病毒病美国疫情、游戏驿站轧空事件                                       |
| 2月13日  | 特别报道《牛人牛事》 （春节特别节目）                              | 谷爱凌、米克·舒马赫、大衛·布萊恩、麥可·貝瑞                                    |
| 2月21日  | 视线《日本之震》 特别报道《“疫苗民族主义”？》 故事《火星“开学季”》 | 2021年福岛地震 2019冠状病毒病疫苗供应问题 火星探测任务毅力号、天问一号、希望号 |
| 2月28日  | 视线《“小灾”与大难》 故事《“毒品公主”落网》                        | 2021年德克薩斯州大停電 艾玛·科罗内尔（錫納羅亞販毒集團）被捕                   |
| 3月14日  | 视线《中东新变局》 特别报道《弗洛伊德案开审》 故事《寻妻十年》     | 美沙關係、也门胡塞叛乱 乔治·弗洛伊德案开审 東日本大震災十周年                  |
| 3月21日  | 视线《“2+2”与“4”》 特别报道《解码“沙尘暴”》                        | 2021年3月中美高层战略对话、四边安全对话、叙利亚内战 2021年蒙古高原沙尘暴       |
| 3月28日  | 视线《仇恨“噩夢”》 特别报道《“芯”球大战》                          | 仇恨犯罪 集成电路                                                              |
| 4月18日  | 视线《“核”水之患》 故事《六人的109年》                             | 福島核廢水排放 《六人-泰坦尼克上的中国幸存者》                                 |
| 4月25日  | 视线《气候“竞合”》 故事《穿越太空站》                              | 联合国气候变化框架公约 国际空间站、天宫号空间站                                |
| 5月2日   | 特别报道《印度疫情》 视线《“歧”源》                                | 2019冠状病毒病印度疫情 种族主义                                                |
| 5月9日   | 视线《疫情与反思》 特别报道《富豪密码》                            | 2019冠状病毒病印度疫情、2019冠状病毒病疫苗供应问题 盖茨夫妇离婚、美国所得税    |
| 5月16日  | 特别报道《圣殿山之乱》 视线《黑日危机》                            | 2021年以巴冲突 殖民管道網絡攻擊                                                |
| 5月23日  | 视线《巴以冲击波》 特别报道《俄美破“冰”》                          | 2021年以巴冲突 俄美關係                                                        |
| 5月30日  | 视线《“捆绑”与“松绑”》 特别报道《BBC丑闻追踪》                     | 韩美关系 戴安娜王妃遭英国广播公司骗访                                          |
| 6月6日   | 视线《窃听帝国》 故事《寄宿学校悲歌》                              | 鄧哈默行動 坎卢普斯印第安寄宿学校                                              |
| 6月20日  | 视线《圈内圈外》 特别报道《以色列的“内”变局》                      | 俄美關係、歐美關係 以色列第36届政府                                            |
| 6月27日  | 视线《毒株凶猛》 特别报道《血疫 血疑？》                           | B.1.617譜系 英国血液污染丑闻                                                   |
| 7月11日  | 视线《倒塌疑云》 特别报道《军演背后》                              | 2021年美国佛罗里达公寓大楼倒塌事故 俄罗斯-北约关系                             |
| 7月18日  | 视线《大撤离》 特别报道《总统遇刺之谜》                            | 美軍撤出阿富汗 若弗内尔·莫伊兹遇刺案                                           |
| 8月1日   | 特别报道《德堡黑幕》                                               | 2019冠狀病毒來源爭議、迪特里克堡                                               |
| 8月8日   | 特别报道《德堡黑幕II：“鹰”的阴影》                                 | 2019冠狀病毒來源爭議、迪特里克堡                                               |
| 8月15日  | 视线《“政治”病毒》 特别报道《“铁三角”的秘密》                      | 2019冠狀病毒病疫情相關爭議 美国外交                                            |
| 8月22日  | 特别报道《20年战争》                                               | 阿富汗戰爭                                                                     |
| 8月29日  | 视线《失敗與新生》 特别报道《病毒，美國製造》                      | 喀布爾陷落 2019冠狀病毒來源爭議                                                |
| 9月5日   | 视线《最後期限》 人物《“無與倫比”的罗格》                          | 美軍撤出阿富汗 雅克·罗格逝世                                                   |
| 9月12日  | 视线《最長的一天》 人物《誰來接替菅義偉》                          | 九一一袭击事件的影響 2021年自由民主黨總裁選舉                                  |
| 9月19日  | 视线《日本軍演》 人物《中國式信念》                                | 日本自衛隊、右翼團體 艾玛·拉杜卡努                                             |